# Luigi Michelacci
Luigi Michelacci (Meldola, 23 luglio 1879 – Firenze, 19 febbraio 1959) è stato un pittore italiano di scene rurali e di villaggi, spesso dipinti in tinte terrose.

## Biografia
Di buona famiglia, ebbe le prime lezioni d'arte dal pittore Cesare Camporesi. Dodicenne si trasferì con la famiglia a Firenze (1891), dove fu allievo del Fattori. Dal 1901 visse tra Venezia, Firenze e Parigi; nella capitale francese (1903-1908) strinse amicizia con Soffici e Modigliani, subì la probabile influenza di Degas ed ebbe occasione di studiare la scuola paesaggistica di Barbizon. Nel 1929 risiedette brevemente a Milano, dove espose alla Galleria Scopinich debuttando in una personale di sessantuno opere. Il medesimo anno fu designato accademico onorario delle Belle Arti a Firenze, e nel 1930 assunse la docenza come professore corrispondente della sezione pittura. Fu in amicizia e in stretta corrispondenza con il cugino per parte di madre Carlo Erba. Ritenuto l'ultimo esponente della generazione dei pittori macchiaioli. 